# Tipula (Arctotipula) hirtitergata altaica
Tipula (Arctotipula) hirtitergata altaica is een ondersoort van de tweevleugelige Tipula (Arctotipula) hirtitergata uit de familie langpootmuggen (Tipulidae). De ondersoort komt voor in het Palearctisch gebied.